# Bataille du détroit d'Ormuz (1553)
Conflits entre Ottomans et Portugais (1538–1559)
La Bataille du détroit d'Ormuz s'est déroulée en août 1553 entre une flotte ottomane, commandée par l'amiral Murat Rais, contre une flotte portugaise de Dom Diogo de Noronha. Les Turcs ont été contraints de battre en retraite après avoir affronté les Portugais.

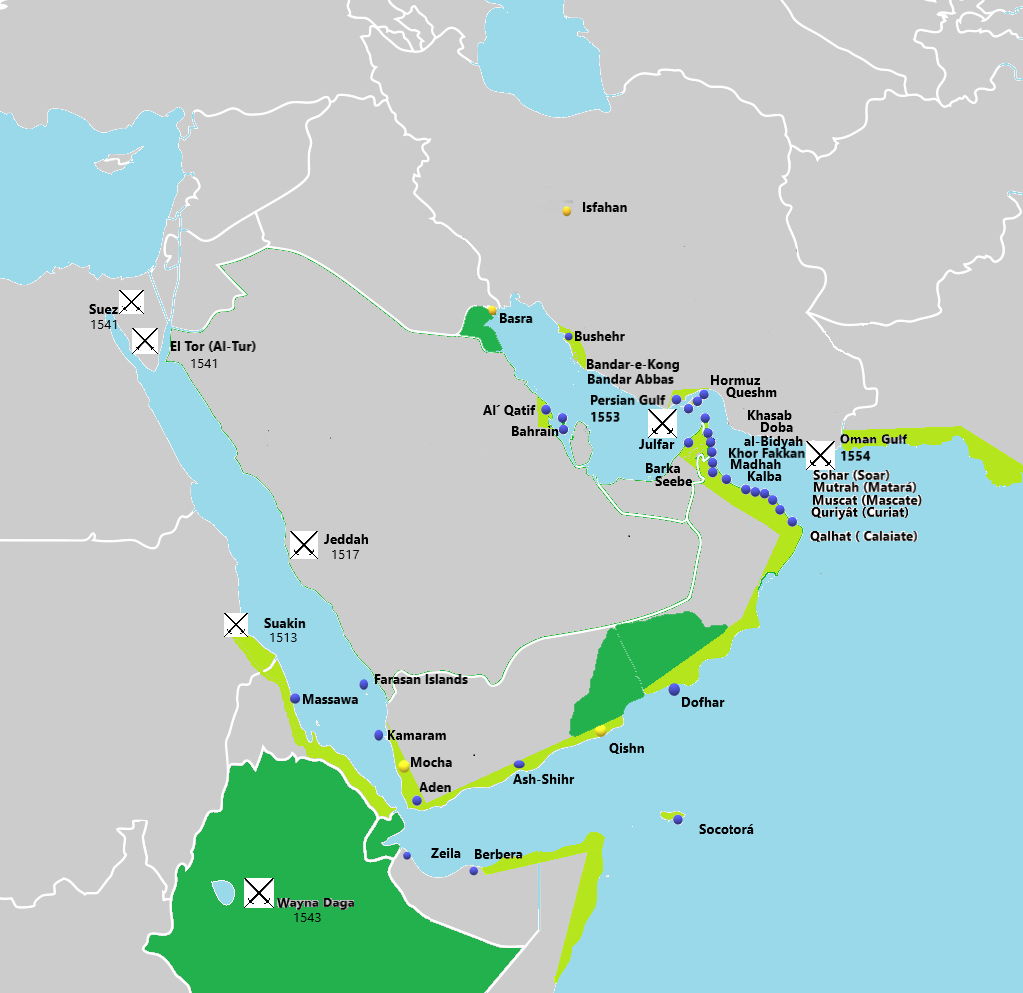
Portugais dans le golfe Persique et la mer Rouge.Vert clair - Possessions et principales villes. Vert foncé - Alliés ou sous influence. Jaune - Usines principales.

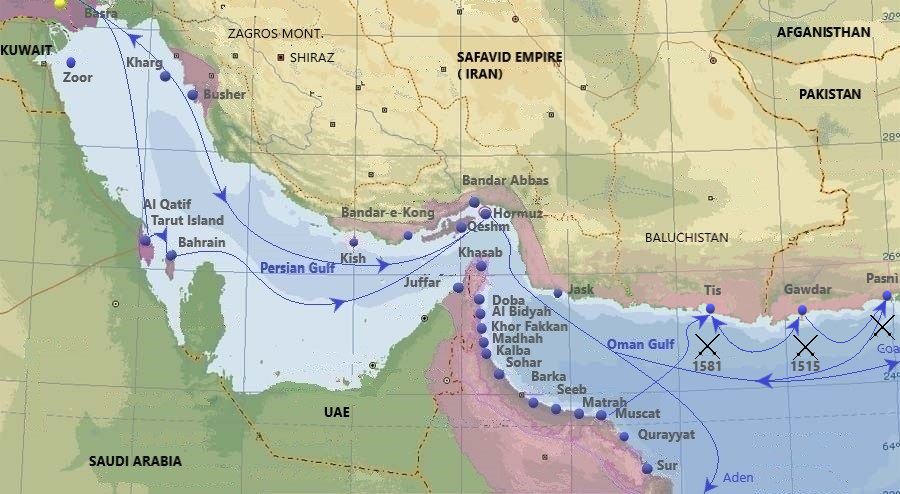
Violet - portugais dans le golfe Persique aux. Principales villes, ports et routes.

## Contexte
Après l'exécution de Piri Reis à la fin de 1552, le sultan Soliman le Magnifique le fit remplacer par Murat Rais, en tant qu'"amiral ottoman de la flotte de l'océan Indien". Sa mission était de transférer 15 galères stationnées à Bassorah vers la Mer Rouge, pour la sécuriser fermement contre les incursions portugaises. Une telle tâche exigeait cependant de naviguer à travers le golfe Persique, étroitement surveillé et fortement gardé par les Portugais de leur base à Ormuz.
L'attaque contre Mascate et Ormuz de Piri Reis l'année précédente avait déclenché une réponse portugaise de Goa, sous la forme de 30 galions et caravelles, 70 navires à rames et 3 000 soldats commandés par le vice-roi lui-même, Dom Afonso de Noronha. Ces forces n'ont finalement pas été nécessaires, mais néanmoins, des renforts importants ont été détachés pour sécuriser Ormuz contre d'éventuelles attaques ottomanes dans un avenir proche. Le capitaine portugais d'Ormuz était alors Dom  António de Noronha, tandis que le capitaine de la marine d'Ormuz était Dom Diogo de Noronha. Dom Diogo a été rejoint par la flottille de Dom Pedro de Ataíde, qui venait de rentrer du blocus de l'embouchure de la mer Rouge cette année-là.
En mai 1553, Dom Diogo partit en mer pour patrouiller dans les environs du Cap Moussandam avec sa force principale, tandis que deux petites embarcations étaient dépêchées pour repérer le Chatt-el-Arab à la recherche de mouvements ottomans. Quelques mois plus tard, les deux engins sont revenus, avec des informations selon lesquelles Murat Rais avait quitté Bassorah avec 16 navires et les suivait de près, en route vers le détroit d'Ormuz.

## La bataille

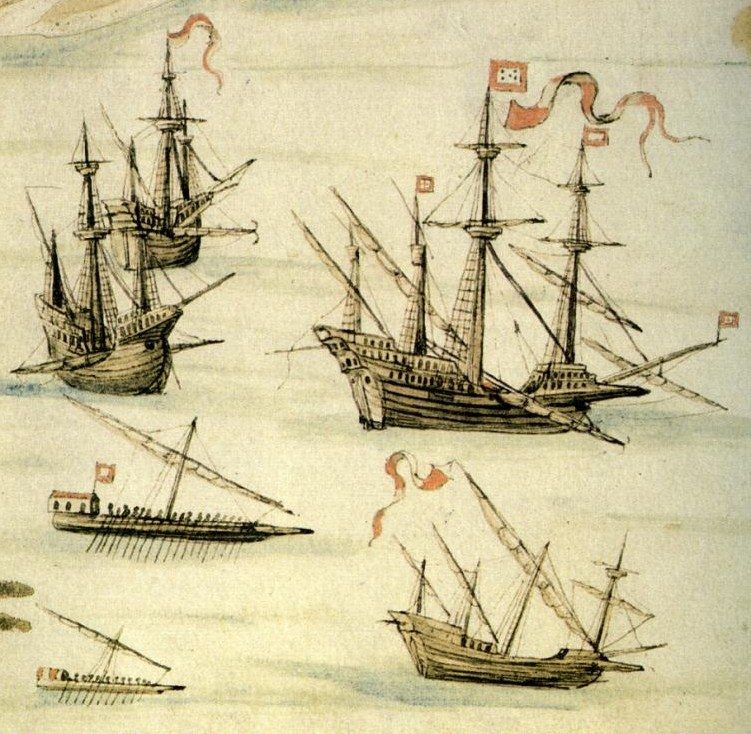
Navires portugais utilisés dans l'océan Indien ; caraques, galions, caravelles à gréement carré et avirons de plusieurs tailles

Les Turcs ont navigué en colonne près du rivage, et dès qu'ils ont repéré la flotte portugaise, ont tenté de la contourner par le nord. Pour permettre aux galions et caravelles de guerre de tirer par bordée, les Portugais formèrent une ligne - une tactique qui deviendrait à l'avenir la norme dans la guerre navale. Murat Reis s'est montré tout aussi habile à commander ses galères : faute d'artillerie de bordée, il ordonnait à la place à toutes ses galères de virer à tribord en même temps, pour permettre aux canons d'étrave de tirer sur les Portugais, avant de reprendre le cap. Un boulet de canon turc a percé le vaisseau amiral portugais sous la ligne de flottaison ; à ce moment critique, le capitaine du navire a effectué une manœuvre risquée : en changeant de direction face au vent, le galion s'est incliné, amenant le trou au-dessus de la ligne de flottaison et permettant aux charpentiers de le boucher en pleine bataille.
Vers la fin de la matinée, le vent tomba, laissant les voiliers portugais et ottomans immobiles, mais pas les galères. Possédant lui-même une caraque qu'il ne pouvait laisser derrière lui, Murat Rais en profita pour encercler un galion portugais isolé, commandé par Gonçalo Pereira Marramaque. Durant les six heures qui suivirent, l'équipage du galion a résisté à un bombardement continu, abattant ses mâts et abattant ses châteaux avant et arrière. Pourtant, les Turcs n'ont pas été en mesure de l'enfoncer uniquement par des coups de feu, ni de se rapprocher du grappin plus léger, n'a pas appuyé sur l'attaque.
Lorsque le vent s'est levé, les galions et les caravelles de guerre portugaises se sont à nouveau rapprochés des galères turques, et Murat Rais s'est finalement désengagé, reprenant la route de Bassorah le long de la côte perse.

## Conséquences
En montant à bord du galion battu, Dom Diogo de Noronha a applaudi son équipage pour sa résistance courageuse - félicitant les commandants en dernier, déclarant qu'ils n'avaient pas mais fait leur devoir comme prévu de la noblesse de leur rang.
Gonçalo Pereira Marramaque est remorqué à Ormuz par quelques avirons, tandis que Dom Diogo de Noronha se lance à la poursuite des galères turques. Comme le vent soufflait faiblement, Murat Rais a pris une avance considérable et a réussi à atteindre Bassorah en toute sécurité en sept jours, et Dom Diogo est également retourné à Ormuz et Goa, ne laissant que quelques embarcations surveillant l'embouchure du Chatt-el-Arab.
À la suite de ce revers, Murat Rais a été démis de ses fonctions et remplacé par Seydi Ali Reis, qui tentera également une incursion à travers le golfe Persique l'année suivante.